# La Drôme Classic 2024
La Drôme Classic 2024 fou la 12a edició de La Drôme Classic. La cursa es va disputar el 25 de febrer de 2024 i formava part del calendari de l'UCI ProSeries 2024 amb una categoria 1.Pro.
El vencedor final fou el suís Marc Hirschi (UAE Team Emirates), que s'imposà en solitari al seu company d'equip Juan Ayuso i Maxim Van Gils (Lotto Dstny), segon i tercer respectivament.

## Equips
En aquesta edició hi van prendre part 18 equips:
| WorldTeams (13)- AG2R Citroën Team - Arkéa-Samsic - Astana Qazaqstan Team - Bora-Hansgrohe - Cofidis - EF Education-EasyPost - Groupama-FDJ - Intermarché-Circus-Wanty - Soudal Quick-Step - Team DSM - Team Jayco AlUla - Trek-Segafredo - UAE Team Emirates ProTeams (6)- Bingoal WB - Israel-Premier Tech - Lotto Dstny - TotalEnergies - Tudor Pro Cycling Team - Uno-X Pro Cycling Team Equips continentals (2)- CIC U Nantes Atlantique - Saint Michel-Mavic-Auber 93 |
| |

## Classificació final
| \| Classificació general \| Classificació general \| Classificació general \| Classificació general \| Classificació general \| \| Corredor \| Corredor \| Equip \| Temps \| \| \| --------------------- \| --------------------- \| -------------------------- \| --------------------- \| --------------------- \| \| 1r \| Marc Hirschi \| UAE Team Emirates \| 4h 41' 28" \| \| \| 2n \| Juan Ayuso Pesquera \| UAE Team Emirates \| + 5" \| \| \| 3r \| Maxim Van Gils \| Lotto Dstny \| + 8" \| \| \| 4t \| Warren Barguil \| Team dsm-firmenich PostNL \| + 12" \| \| \| 5è \| Mattias Skjelmose \| Lidl-Trek \| + 15" \| \| \| 6è \| Bastien Tronchon \| Decathlon-AG2R La Mondiale \| + 25" \| \| \| 7è \| Paul Lapeira \| Decathlon-AG2R La Mondiale \| + 1' 05" \| \| \| 8è \| Corbin Strong \| Israel-Premier Tech \| + 1' 07" \| \| \| 9è \| Benoît Cosnefroy \| Decathlon-AG2R La Mondiale \| + 1' 21" \| \| \| 10è \| Dorian Godon \| Decathlon-AG2R La Mondiale \| + 1' 21" \| \| |                     |                            |            |
| |                     |                            |            |
| Font: ProCyclingStats |                     |                            |            |
| Classificació general |                     |                            |            |
| Corredor | Corredor            | Equip                      | Temps      |
| 1r | Marc Hirschi        | UAE Team Emirates          | 4h 41' 28" |
| 2n | Juan Ayuso Pesquera | UAE Team Emirates          | + 5"       |
| 3r | Maxim Van Gils      | Lotto Dstny                | + 8"       |
| 4t | Warren Barguil      | Team dsm-firmenich PostNL  | + 12"      |
| 5è | Mattias Skjelmose   | Lidl-Trek                  | + 15"      |
| 6è | Bastien Tronchon    | Decathlon-AG2R La Mondiale | + 25"      |
| 7è | Paul Lapeira        | Decathlon-AG2R La Mondiale | + 1' 05"   |
| 8è | Corbin Strong       | Israel-Premier Tech        | + 1' 07"   |
| 9è | Benoît Cosnefroy    | Decathlon-AG2R La Mondiale | + 1' 21"   |
| 10è | Dorian Godon        | Decathlon-AG2R La Mondiale | + 1' 21"   |

## Llista de participants
| Cofidis COF | Cofidis COF                    | Cofidis COF |
| ----------- | ------------------------------ | ----------- |
| Núm         | Ciclista                       | Pos         |
| 1           | Anthony Perez (FRA)            | 35è         |
| 2           | Ion Izagirre Insausti (ESP)    | 30è         |
| 3           | Jesús Herrada López (ESP)      | DNF         |
| 4           | Axel Mariault (FRA)            | 20è         |
| 5           | Jonathan Lastra Martínez (ESP) | DNF         |
| 6           | Harrison Wood (GBR)            | 79è         |
| 7           | Thomas Champion (FRA)          | 78è         |

| Soudal Quick-Step SOQ | Soudal Quick-Step SOQ | Soudal Quick-Step SOQ |
| --------------------- | --------------------- | --------------------- |
| Núm                   | Ciclista              | Pos                   |
| 11                    | James Knox (GBR)      | 56è                   |
| 12                    | Paul Magnier (FRA)    | 38è                   |
| 13                    | Fausto Masnada (ITA)  | 76è                   |
| 14                    | Antoine Huby (FRA)    | 24è                   |
| 15                    | Gil Gelders (BEL)     | DNF                   |
| 16                    | Louis Vervaeke (BEL)  | 37è                   |
| 17                    | Pieter Serry (BEL)    | 54è                   |

| UAE Team Emirates UAD | UAE Team Emirates UAD     | UAE Team Emirates UAD |
| --------------------- | ------------------------- | --------------------- |
| Núm                   | Ciclista                  | Pos                   |
| 21                    | Juan Ayuso Pesquera (ESP) | 2n                    |
| 22                    | Marc Hirschi (SUI) (ruta) | 1r                    |
| 24                    | Diego Ulissi (ITA)        | NP                    |
| 25                    | Sjoerd Bax (NED)          | DNF                   |
| 26                    | Igor Arrieta (ESP)        | 55è                   |
| 27                    | Domen Novak (SLO)         | DNF                   |

| Israel-Premier Tech IPT | Israel-Premier Tech IPT | Israel-Premier Tech IPT |
| ----------------------- | ----------------------- | ----------------------- |
| Núm                     | Ciclista                | Pos                     |
| 31                      | Corbin Strong (NZL)     | 8è                      |
| 32                      | Stephen Williams (GBR)  | 83è                     |
| 33                      | Nick Schultz (AUS)      | 32è                     |
| 34                      | Marco Frigo (ITA)       | 52è                     |
| 35                      | Hugo Houle (CAN)        | DNF                     |
| 36                      | Nadav Raisberg (ISR)    | 80è                     |
| 37                      | Simon Clarke (AUS)      | 32è                     |

| Intermarché-Wanty IWA | Intermarché-Wanty IWA   | Intermarché-Wanty IWA |
| --------------------- | ----------------------- | --------------------- |
| Núm                   | Ciclista                | Pos                   |
| 41                    | Georg Zimmermann (GER)  | 25è                   |
| 42                    | Francesco Busatto (ITA) | 12è                   |
| 43                    | Lilian Calmejane (FRA)  | 29è                   |
| 44                    | Rune Herregodts (BEL)   | DNF                   |
| 45                    | Rein Taaramäe (EST)     | DNF                   |
| 46                    | Sacha Prestianni (BEL)  | 45è                   |
| 47                    | Simone Gualdi (ITA)     | 41è                   |

| Lidl-Trek LTK | Lidl-Trek LTK                  | Lidl-Trek LTK |
| ------------- | ------------------------------ | ------------- |
| Núm           | Ciclista                       | Pos           |
| 51            | Mattias Skjelmose (DEN) (ruta) | 5è            |
| 52            | Bauke Mollema (NED)            | 22è           |
| 53            | Amanuel Gebrezgabihier (ERI)   | 31è           |
| 54            | Quinn Simmons (USA) (ruta)     | 64è           |
| 55            | Julien Bernard (FRA)           | 65è           |
| 56            | Louis Leidert (GER)            | DNF           |
| 57            | Fabio Felline (ITA)            | 63è           |

| Groupama-FDJ GFC | Groupama-FDJ GFC              | Groupama-FDJ GFC |
| ---------------- | ----------------------------- | ---------------- |
| Núm              | Ciclista                      | Pos              |
| 61               | Valentin Madouas (FRA) (ruta) | 40è              |
| 62               | Rémy Rochas (FRA)             | 62è              |
| 63               | Kevin Geniets (LUX)           | 16è              |
| 64               | Thibaud Gruel (FRA)           | 23è              |
| 65               | Lorenzo Germani (ITA)         | DNF              |
| 66               | Lars van den Berg (NED)       | NP               |
| 67               | Maxime Decomble (FRA)         | DNF              |

| Team dsm-firmenich PostNL DFP | Team dsm-firmenich PostNL DFP | Team dsm-firmenich PostNL DFP |
| ----------------------------- | ----------------------------- | ----------------------------- |
| Núm                           | Ciclista                      | Pos                           |
| 71                            | Romain Bardet (FRA)           | 13è                           |
| 72                            | Warren Barguil (FRA)          | 4t                            |
| 73                            | Kevin Vermaerke (USA)         | 19è                           |
| 74                            | Chris Hamilton (AUS)          | 60è                           |
| 75                            | Romain Combaud (FRA)          | 74è                           |
| 76                            | Martijn Tusveld (NED)         | 75è                           |
| 77                            | Patrick Bevin (NZL)           | DNF                           |

| Lotto Dstny LTD | Lotto Dstny LTD             | Lotto Dstny LTD |
| --------------- | --------------------------- | --------------- |
| Núm             | Ciclista                    | Pos             |
| 81              | Maxim Van Gils (BEL)        | 3r              |
| 83              | Eduardo Sepúlveda (ARG)     | DNF             |
| 84              | Sylvain Moniquet (BEL)      | 50è             |
| 85              | Jonas Gregaard Wilsly (DEN) | 84è             |
| 86              | Jenno Berckmoes (BEL)       | 50è             |
| 87              | Jarrad Drizners (AUS)       | DNF             |

| Decathlon-AG2R La Mondiale DAT | Decathlon-AG2R La Mondiale DAT | Decathlon-AG2R La Mondiale DAT |
| ------------------------------ | ------------------------------ | ------------------------------ |
| Núm                            | Ciclista                       | Pos                            |
| 91                             | Benoît Cosnefroy (FRA)         | 9è                             |
| 92                             | Dorian Godon (FRA)             |                                |
| 93                             | Clément Berthet (FRA)          | 34è                            |
| 94                             | Nans Peters (FRA)              | 26è                            |
| 95                             | Bastien Tronchon (FRA)         | 6è                             |
| 96                             | Paul Lapeira (FRA)             | 7è                             |
| 97                             | Jaakko Hänninen (FIN)          | DNF                            |

| Arkéa-B&B Hotels ARK | Arkéa-B&B Hotels ARK    | Arkéa-B&B Hotels ARK |
| -------------------- | ----------------------- | -------------------- |
| Núm                  | Ciclista                | Pos                  |
| 101                  | Vincenzo Albanese (ITA) | 17è                  |
| 102                  | Clément Venturini (FRA) | 15è                  |
| 103                  | Louis Barré (FRA)       | 42è                  |
| 104                  | Michel Ries (LUX)       | 58è                  |
| 105                  | Simon Guglielmi (FRA)   | 87è                  |
| 106                  | Anthony Delaplace (FRA) | 77è                  |
| 107                  | Kévin Ledanois (FRA)    | 59è                  |

| Tudor Pro Cycling Team TUD | Tudor Pro Cycling Team TUD  | Tudor Pro Cycling Team TUD |
| -------------------------- | --------------------------- | -------------------------- |
| Núm                        | Ciclista                    | Pos                        |
| 111                        | Lucas Eriksson (SWE) (ruta) | 14è                        |
| 112                        | Simon Pellaud (SUI)         | 71è                        |
| 113                        | Sébastien Reichenbach (SUI) | 43è                        |
| 114                        | Hannes Wilksch (GER)        | 66è                        |
| 115                        | Marco Brenner (GER)         | 81è                        |
| 116                        | Roland Thalmann (SUI)       | 44è                        |
| 117                        | Aloïs Charrin (FRA)         | 85è                        |

| Uno-X Mobility UXM | Uno-X Mobility UXM            | Uno-X Mobility UXM |
| ------------------ | ----------------------------- | ------------------ |
| Núm                | Ciclista                      | Pos                |
| 121                | Fredrik Dversnes (NOR) (ruta) | 69è                |
| 122                | Johannes Kulset (NOR)         | 21è                |
| 123                | Ådne Holter (NOR)             | 82è                |
| 124                | Simon Dalby (DEN)             | 39è                |
| 125                | Odd Christian Eiking (NOR)    | 46è                |
| 126                | Magnus Kulset (NOR)           | 67è                |

| Bingoal WB BWB | Bingoal WB BWB            | Bingoal WB BWB |
| -------------- | ------------------------- | -------------- |
| Núm            | Ciclista                  | Pos            |
| 131            | Marco Tizza (ITA)         | 33è            |
| 132            | Dimitri Peyskens (BEL)    | 73è            |
| 133            | Floris De Tier (BEL)      | 47è            |
| 134            | Aaron Van der Beken (BEL) | 72è            |
| 135            | Louka Matthys (BEL)       | 36è            |
| 136            | Noah Detalle (BEL)        | DNF            |
| 137            | Lucas Jacques (BEL)       | DNF            |

| TotalEnergies TEN | TotalEnergies TEN        | TotalEnergies TEN |
| ----------------- | ------------------------ | ----------------- |
| Núm               | Ciclista                 | Pos               |
| 141               | Mathieu Burgaudeau (FRA) | 18è               |
| 142               | Sandy Dujardin (FRA)     | 11è               |
| 143               | Jordan Jegat (FRA)       | 48è               |
| 144               | Alexis Vuillermoz (FRA)  | DNF               |
| 145               | Alan Jousseaume (FRA)    | DNF               |
| 146               | Fabien Grellier (FRA)    | DNF               |
| 147               | Mattéo Vercher (FRA)     | 62è               |

| Nice Métropole Côte d'Azur NMC | Nice Métropole Côte d'Azur NMC | Nice Métropole Côte d'Azur NMC |
| ------------------------------ | ------------------------------ | ------------------------------ |
| Núm                            | Ciclista                       | Pos                            |
| 151                            | Jean-Louis Le Ny (FRA)         | 68è                            |
| 152                            | Alexander Konijn (NED)         | DNF                            |
| 153                            | Melvin Crommelinck (FRA)       | DNF                            |
| 154                            | Jonathan Couanon (FRA)         | NP                             |
| 156                            | Andrea Mifsud                  | 49è                            |
| 157                            | Alexandre Léonien (FRA)        | DNF                            |

| Van Rysel-Roubaix VRR | Van Rysel-Roubaix VRR     | Van Rysel-Roubaix VRR |
| --------------------- | ------------------------- | --------------------- |
| Núm                   | Ciclista                  | Pos                   |
| 161                   | Maxime Jarnet (FRA)       | 86è                   |
| 162                   | Célestin Guillon (FRA)    | DNF                   |
| 163                   | Maximilien Juillard (FRA) | DNF                   |
| 164                   | Rémi Capron (FRA)         | 57è                   |
| 165                   | Kenny Molly (BEL)         | DNF                   |

| CIC U Nantes Atlantique UCN | CIC U Nantes Atlantique UCN | CIC U Nantes Atlantique UCN |
| --------------------------- | --------------------------- | --------------------------- |
| Núm                         | Ciclista                    | Pos                         |
| 171                         | Clément Braz Alfonso (FRA)  | 27è                         |
| 172                         | Matisse Julien (CAN)        | DNF                         |
| 173                         | Antoine Hue (FRA)           | DNF                         |
| 174                         | Enzo Briand (FRA)           | DNF                         |
| 175                         | Artus Jaladeau (FRA)        | DNF                         |
| 176                         | Léo Danès (FRA)             | 70è                         |
| 177                         | Robin Plamondon (CAN)       | 61è                         |

| Cofidis COF | Cofidis COF                    | Cofidis COF |
| ----------- | ------------------------------ | ----------- |
| Núm         | Ciclista                       | Pos         |
| 1           | Anthony Perez (FRA)            | 35è         |
| 2           | Ion Izagirre Insausti (ESP)    | 30è         |
| 3           | Jesús Herrada López (ESP)      | DNF         |
| 4           | Axel Mariault (FRA)            | 20è         |
| 5           | Jonathan Lastra Martínez (ESP) | DNF         |
| 6           | Harrison Wood (GBR)            | 79è         |
| 7           | Thomas Champion (FRA)          | 78è         |

| Soudal Quick-Step SOQ | Soudal Quick-Step SOQ | Soudal Quick-Step SOQ |
| --------------------- | --------------------- | --------------------- |
| Núm                   | Ciclista              | Pos                   |
| 11                    | James Knox (GBR)      | 56è                   |
| 12                    | Paul Magnier (FRA)    | 38è                   |
| 13                    | Fausto Masnada (ITA)  | 76è                   |
| 14                    | Antoine Huby (FRA)    | 24è                   |
| 15                    | Gil Gelders (BEL)     | DNF                   |
| 16                    | Louis Vervaeke (BEL)  | 37è                   |
| 17                    | Pieter Serry (BEL)    | 54è                   |

| UAE Team Emirates UAD | UAE Team Emirates UAD     | UAE Team Emirates UAD |
| --------------------- | ------------------------- | --------------------- |
| Núm                   | Ciclista                  | Pos                   |
| 21                    | Juan Ayuso Pesquera (ESP) | 2n                    |
| 22                    | Marc Hirschi (SUI) (ruta) | 1r                    |
| 24                    | Diego Ulissi (ITA)        | NP                    |
| 25                    | Sjoerd Bax (NED)          | DNF                   |
| 26                    | Igor Arrieta (ESP)        | 55è                   |
| 27                    | Domen Novak (SLO)         | DNF                   |

| Israel-Premier Tech IPT | Israel-Premier Tech IPT | Israel-Premier Tech IPT |
| ----------------------- | ----------------------- | ----------------------- |
| Núm                     | Ciclista                | Pos                     |
| 31                      | Corbin Strong (NZL)     | 8è                      |
| 32                      | Stephen Williams (GBR)  | 83è                     |
| 33                      | Nick Schultz (AUS)      | 32è                     |
| 34                      | Marco Frigo (ITA)       | 52è                     |
| 35                      | Hugo Houle (CAN)        | DNF                     |
| 36                      | Nadav Raisberg (ISR)    | 80è                     |
| 37                      | Simon Clarke (AUS)      | 32è                     |

| Intermarché-Wanty IWA | Intermarché-Wanty IWA   | Intermarché-Wanty IWA |
| --------------------- | ----------------------- | --------------------- |
| Núm                   | Ciclista                | Pos                   |
| 41                    | Georg Zimmermann (GER)  | 25è                   |
| 42                    | Francesco Busatto (ITA) | 12è                   |
| 43                    | Lilian Calmejane (FRA)  | 29è                   |
| 44                    | Rune Herregodts (BEL)   | DNF                   |
| 45                    | Rein Taaramäe (EST)     | DNF                   |
| 46                    | Sacha Prestianni (BEL)  | 45è                   |
| 47                    | Simone Gualdi (ITA)     | 41è                   |

| Lidl-Trek LTK | Lidl-Trek LTK                  | Lidl-Trek LTK |
| ------------- | ------------------------------ | ------------- |
| Núm           | Ciclista                       | Pos           |
| 51            | Mattias Skjelmose (DEN) (ruta) | 5è            |
| 52            | Bauke Mollema (NED)            | 22è           |
| 53            | Amanuel Gebrezgabihier (ERI)   | 31è           |
| 54            | Quinn Simmons (USA) (ruta)     | 64è           |
| 55            | Julien Bernard (FRA)           | 65è           |
| 56            | Louis Leidert (GER)            | DNF           |
| 57            | Fabio Felline (ITA)            | 63è           |

| Groupama-FDJ GFC | Groupama-FDJ GFC              | Groupama-FDJ GFC |
| ---------------- | ----------------------------- | ---------------- |
| Núm              | Ciclista                      | Pos              |
| 61               | Valentin Madouas (FRA) (ruta) | 40è              |
| 62               | Rémy Rochas (FRA)             | 62è              |
| 63               | Kevin Geniets (LUX)           | 16è              |
| 64               | Thibaud Gruel (FRA)           | 23è              |
| 65               | Lorenzo Germani (ITA)         | DNF              |
| 66               | Lars van den Berg (NED)       | NP               |
| 67               | Maxime Decomble (FRA)         | DNF              |

| Team dsm-firmenich PostNL DFP | Team dsm-firmenich PostNL DFP | Team dsm-firmenich PostNL DFP |
| ----------------------------- | ----------------------------- | ----------------------------- |
| Núm                           | Ciclista                      | Pos                           |
| 71                            | Romain Bardet (FRA)           | 13è                           |
| 72                            | Warren Barguil (FRA)          | 4t                            |
| 73                            | Kevin Vermaerke (USA)         | 19è                           |
| 74                            | Chris Hamilton (AUS)          | 60è                           |
| 75                            | Romain Combaud (FRA)          | 74è                           |
| 76                            | Martijn Tusveld (NED)         | 75è                           |
| 77                            | Patrick Bevin (NZL)           | DNF                           |

| Lotto Dstny LTD | Lotto Dstny LTD             | Lotto Dstny LTD |
| --------------- | --------------------------- | --------------- |
| Núm             | Ciclista                    | Pos             |
| 81              | Maxim Van Gils (BEL)        | 3r              |
| 83              | Eduardo Sepúlveda (ARG)     | DNF             |
| 84              | Sylvain Moniquet (BEL)      | 50è             |
| 85              | Jonas Gregaard Wilsly (DEN) | 84è             |
| 86              | Jenno Berckmoes (BEL)       | 50è             |
| 87              | Jarrad Drizners (AUS)       | DNF             |

| Decathlon-AG2R La Mondiale DAT | Decathlon-AG2R La Mondiale DAT | Decathlon-AG2R La Mondiale DAT |
| ------------------------------ | ------------------------------ | ------------------------------ |
| Núm                            | Ciclista                       | Pos                            |
| 91                             | Benoît Cosnefroy (FRA)         | 9è                             |
| 92                             | Dorian Godon (FRA)             |                                |
| 93                             | Clément Berthet (FRA)          | 34è                            |
| 94                             | Nans Peters (FRA)              | 26è                            |
| 95                             | Bastien Tronchon (FRA)         | 6è                             |
| 96                             | Paul Lapeira (FRA)             | 7è                             |
| 97                             | Jaakko Hänninen (FIN)          | DNF                            |

| Arkéa-B&B Hotels ARK | Arkéa-B&B Hotels ARK    | Arkéa-B&B Hotels ARK |
| -------------------- | ----------------------- | -------------------- |
| Núm                  | Ciclista                | Pos                  |
| 101                  | Vincenzo Albanese (ITA) | 17è                  |
| 102                  | Clément Venturini (FRA) | 15è                  |
| 103                  | Louis Barré (FRA)       | 42è                  |
| 104                  | Michel Ries (LUX)       | 58è                  |
| 105                  | Simon Guglielmi (FRA)   | 87è                  |
| 106                  | Anthony Delaplace (FRA) | 77è                  |
| 107                  | Kévin Ledanois (FRA)    | 59è                  |

| Tudor Pro Cycling Team TUD | Tudor Pro Cycling Team TUD  | Tudor Pro Cycling Team TUD |
| -------------------------- | --------------------------- | -------------------------- |
| Núm                        | Ciclista                    | Pos                        |
| 111                        | Lucas Eriksson (SWE) (ruta) | 14è                        |
| 112                        | Simon Pellaud (SUI)         | 71è                        |
| 113                        | Sébastien Reichenbach (SUI) | 43è                        |
| 114                        | Hannes Wilksch (GER)        | 66è                        |
| 115                        | Marco Brenner (GER)         | 81è                        |
| 116                        | Roland Thalmann (SUI)       | 44è                        |
| 117                        | Aloïs Charrin (FRA)         | 85è                        |

| Uno-X Mobility UXM | Uno-X Mobility UXM            | Uno-X Mobility UXM |
| ------------------ | ----------------------------- | ------------------ |
| Núm                | Ciclista                      | Pos                |
| 121                | Fredrik Dversnes (NOR) (ruta) | 69è                |
| 122                | Johannes Kulset (NOR)         | 21è                |
| 123                | Ådne Holter (NOR)             | 82è                |
| 124                | Simon Dalby (DEN)             | 39è                |
| 125                | Odd Christian Eiking (NOR)    | 46è                |
| 126                | Magnus Kulset (NOR)           | 67è                |

| Bingoal WB BWB | Bingoal WB BWB            | Bingoal WB BWB |
| -------------- | ------------------------- | -------------- |
| Núm            | Ciclista                  | Pos            |
| 131            | Marco Tizza (ITA)         | 33è            |
| 132            | Dimitri Peyskens (BEL)    | 73è            |
| 133            | Floris De Tier (BEL)      | 47è            |
| 134            | Aaron Van der Beken (BEL) | 72è            |
| 135            | Louka Matthys (BEL)       | 36è            |
| 136            | Noah Detalle (BEL)        | DNF            |
| 137            | Lucas Jacques (BEL)       | DNF            |

| TotalEnergies TEN | TotalEnergies TEN        | TotalEnergies TEN |
| ----------------- | ------------------------ | ----------------- |
| Núm               | Ciclista                 | Pos               |
| 141               | Mathieu Burgaudeau (FRA) | 18è               |
| 142               | Sandy Dujardin (FRA)     | 11è               |
| 143               | Jordan Jegat (FRA)       | 48è               |
| 144               | Alexis Vuillermoz (FRA)  | DNF               |
| 145               | Alan Jousseaume (FRA)    | DNF               |
| 146               | Fabien Grellier (FRA)    | DNF               |
| 147               | Mattéo Vercher (FRA)     | 62è               |

| Nice Métropole Côte d'Azur NMC | Nice Métropole Côte d'Azur NMC | Nice Métropole Côte d'Azur NMC |
| ------------------------------ | ------------------------------ | ------------------------------ |
| Núm                            | Ciclista                       | Pos                            |
| 151                            | Jean-Louis Le Ny (FRA)         | 68è                            |
| 152                            | Alexander Konijn (NED)         | DNF                            |
| 153                            | Melvin Crommelinck (FRA)       | DNF                            |
| 154                            | Jonathan Couanon (FRA)         | NP                             |
| 156                            | Andrea Mifsud                  | 49è                            |
| 157                            | Alexandre Léonien (FRA)        | DNF                            |

| Van Rysel-Roubaix VRR | Van Rysel-Roubaix VRR     | Van Rysel-Roubaix VRR |
| --------------------- | ------------------------- | --------------------- |
| Núm                   | Ciclista                  | Pos                   |
| 161                   | Maxime Jarnet (FRA)       | 86è                   |
| 162                   | Célestin Guillon (FRA)    | DNF                   |
| 163                   | Maximilien Juillard (FRA) | DNF                   |
| 164                   | Rémi Capron (FRA)         | 57è                   |
| 165                   | Kenny Molly (BEL)         | DNF                   |

| CIC U Nantes Atlantique UCN | CIC U Nantes Atlantique UCN | CIC U Nantes Atlantique UCN |
| --------------------------- | --------------------------- | --------------------------- |
| Núm                         | Ciclista                    | Pos                         |
| 171                         | Clément Braz Alfonso (FRA)  | 27è                         |
| 172                         | Matisse Julien (CAN)        | DNF                         |
| 173                         | Antoine Hue (FRA)           | DNF                         |
| 174                         | Enzo Briand (FRA)           | DNF                         |
| 175                         | Artus Jaladeau (FRA)        | DNF                         |
| 176                         | Léo Danès (FRA)             | 70è                         |
| 177                         | Robin Plamondon (CAN)       | 61è                         |